# たとえばラストダンジョン前の村の少年が序盤の街で暮らすような物語
『たとえばラストダンジョン前の村の少年が序盤の街で暮らすような物語』（たとえばラストダンジョンまえのむらのしょうねんがじょばんのまちでくらすようなものがたり）は、サトウとシオによる日本のライトノベル。イラストは和狸ナオが担当。略称は『ラスダン』。GA文庫（SBクリエイティブ）より2017年2月から2022年7月まで刊行された。魔王を倒した勇者たちの子孫が暮らす村から軍人を志望して都会に出てきた主人公と、彼をとりまく人々が巻き起こす騒動を題材とする物語である。第8回GA文庫大賞優秀賞受賞作。2022年7月時点でシリーズ累計部数は300万部を記録している。
メディアミックスとして、2017年9月から2023年8月まで臥待始作画による本編のコミカライズ版が『ガンガンONLINE』（スクウェア・エニックス）にて連載され、さらにスピンオフ漫画『たとえばラストダンジョン前の村の少年が序盤の街の食堂で働く日常物語』が『月刊少年ガンガン』2020年2月号より2022年3月号まで草中作画で連載された。2021年1月からはテレビアニメが放送された。2022年10月31日、スマートフォン向けゲームアプリがリリースされた。

## あらすじ
とある辺境の村、コンロン村の少年ロイドは、物語で読んだ軍人にあこがれ、王都に行き軍人になることを決心。村で最も弱いロイドのことを心配した村人らは反対するが、村長の許可を得て王都に出発。そのコンロン村は、村外では凶悪な魔物が跋扈するという環境の中でも平然と狩猟生活を送れると言う、人外魔境の村でもあった。到着した王都ではコンロン村の村長の弟子である魔女マリーの家に居候し、士官学校入学試験に備えながら、ロイドは個性的な人々と出会う日常を送っていく。

## 登場人物
声の項はテレビアニメ版の声優。

### 主要人物
ロイド・ベラドンナ
声 - 花守ゆみり
本作の主人公。軍人になることを目指してコンロン村から出て来た少年。
コンロン村に住んでいたころは魚も獲れず、樵も時間がかかり、回復も遅い村内最弱の男と言われている。村外からすれば、村から王都まで汽車などを使って6日ほどかかる距離を走って6日で辿り着いたり、素潜りで1時間潜れる程の肺活量を持ち、大型のモンスターをあっさり倒すことが出来るほどの身体能力に、骨折の完治に3時間、全身骨折の重傷の完治が1日と言う治癒力と、詠唱失敗した超初級魔法ですら人を容易に殺しかねない圧倒的な威力を持ち、どんな呪いも解く『解呪』や雨を自在に降らせることが出来る古代魔法の遣い手。
素直でお人好しな反面、村のせいで自分は弱いと思い込んでいるため自信が持てない性格。家事が得意で『解呪』を使ってピカピカに掃除したり、作る料理も絶品に仕上がるほど。
王都に辿り着くと、アルカの推薦でマリーの雑貨屋に訪れて居候させてもらう。試験ではメルトファンやリホからその潜在能力を見抜かれていたが、試験問題を古代ルーン文字を使って回答したため、採点の時に採点担当の人物が古代ルーン文字が読めないため不正解にされるなどの、不運が重なって落ちてしまい、クロムが営む食堂でバイトとして雇われる。
魔王アバドンを倒した後、アランの推薦によって候補生となる。
マリー/マリア・アザミ
声 - 茅野愛衣
『イーストエンドの魔女』を自称し、アザミ王国の王都で雑貨屋と情報屋を営んでいる魔女。年齢は15歳。
コンロン村の村長アルカとは以前に師弟の関係にあったという縁から、士官学校試験当日までのロイドの宿泊先として半ば強制的に抜擢される。ロイドが初めて訪れたときはクールでミステリアスな“魔女らしい”立ち振舞いをしていたが、これはあくまで舐められないための雰囲気作りとしてやっているだけであり、根は面倒見がよく基本的に善良。それどころかズボラで生活能力に乏しい所があり、部屋が凄まじく汚いほか、食事に困ると泣きながら近所の奥さんの元へおすそ分けを恵んでもらいに行ったりもしていたらしい。軍人を目指すには心根が優しすぎるロイドのことを当初は心配していたが、すぐに彼があの村の住人であることとその圧倒的な実力を思い知らされ、とくに自分が苦労して習得した『解呪』のルーンをあろうことか掃除に応用し始めたときは絶叫して悔しがっていた。また後述する理由から男性経験はおそらく皆無。もっとも身近な異性であるロイドに対して少なからず好意を抱いている節がある。
表向きは魔女マリーとして活動しているが、その正体は数年前に失踪したと言われていたアザミ王国の王女。本名はマリア・アザミ。父である王の豹変に不審を抱き、あらゆる呪いを解く力を持つ『解呪』のルーンを習得するためアルカの元へ弟子入りしていた。
アルカ
声 - 日岡なつみ
ロイドの故郷であるコンロン村の村長。見た目は黒髪ツインテールの幼い少女だが、実際の年齢は不詳。年寄りくさい“のじゃ”口調で話すこともあり、弟子のマリーからは事あるごとに“ロリババァ”と影で言われている。。性格は自由奔放かつ傍若無人で、マリーを中心に周囲を振り回しており、物理的な被害を出すことも多い。王都で開かれる士官学校試験を受けるため村を出たいというロイドの申し出に村中が反対する中、ただひとり反対せずに村を出ることを許可し、さらには当面の居場所として王都で暮らしているマリーの元を紹介した。その後は村長としてコンロン村で生活しつつ、紹介状としてロイドに持たせた水晶を利用した転移魔法でちょくちょく顔を見せている。

### アザミ王国
大陸南端にある王国。王都は、政権中枢のある中央区、商店街のノースサイド、住宅地のウエストサイド、貿易港のサウスサイド、下町のイーストサイドの5区に分かれる。

#### 士官学校関係者
セレン・ヘムアエン
声 - 朝日奈丸佳
中部地方の地方貴族の少女。
士官学校受験のため上京。美人なのだが、4歳時に呪いのベルトに頭をまとわりつかれ、「ベルト姫」と呼ばれる。周囲の忌む物を見る目に耐え切れず引きこもるようになり、高名な僧侶が言った「呪いに打ち勝つ相応の力を持てば呪いを解くことが出来る」という言葉を信じてひたすら鍛錬を続けて来た。その結果、並みの戦士なら太刀打ちできないほどの実力を身に付けるが、実戦経験が無いためアランには劣る。また、引きこもっていたせいで世間知らずで、米を生のまま食べたり買い物の仕方すらよく分かっていなかった。町中で会ったロイドに偶然解呪の呪文が書かれた布で顔を拭かれた際に呪いが解かれ、ベルトが外れる。そのことをきっかけにロイドにぞっこんになり、常軌を逸脱した言動をするようになる。そのあまりにも異常な行動から危険人物として警戒されることもある。また、ベルトはセレンの意思関係無く彼女を守るように動くようになる。後にベルトにヴリトラが憑依した為、ベルトが喋るようになる。
リホ・フラビン
声 - 津田美波
女性の傭兵。
左腕にミスリルの義手をしていて隻腕の傭兵と呼ばれる。犯歴の取り消しと引き換えに士官学校の入学試験を受ける。初対面でロイドの驚異的な実力にいち早く気付き、慄きつつも彼を利用して儲けようと企てていた。だが、次第に彼の人柄に惹かれていき、気になっている。傭兵生活から男勝りでシビアな性格しているが、個性が強すぎる周りの面々と比べるとかなり常識人。その一方で金銭や金儲けなどの話が絡みだすと周りの面々ですら、ドン引きする程の行動に出る事もなる。孤児院育ちでロールとは因縁がある。
アラン・トイン・リドカイン
声 - 山下誠一郎
地方貴族リドカイン家の長男。士官学校受験のため王都へやってきた。体格が良く、背中に担いだ巨大な戦斧を武器とする分かりやすいスポーツマン。
貴族であることに誇りを持っており、同じ地方貴族であるセレンの事をあまり良く思っていない。そのためセレンと顔を合わせる度に何かと突っかかっている。出世欲が高く、将校になることを目指しているが、実はモンスターに対して強い恐怖心を抱いており、将校になりたいのも出世すればモンスターと戦わなくても良いためである。そのため王都動乱の際はモンスターに怯えて物陰に隠れていたが、偶然出くわしたロイドに勇気づけられたことで奮起し、多くのモンスターを撃破して大手柄を立てる。その活躍もあって軍から出世の打診を受けるが、アランはそれを断り、代わりにロイドの士官学校入学を推薦した。その後はロイドのことを「ロイド殿」と慕うようになり、弟子入りも志願しているが断られている。
魔術大会編ではコリンから「顔だけで脳筋とわかる」と一蹴され、さらには回復魔法の練習台にしようとみんなから袋叩きにされる。結果、回復魔法が追いつかないほどの重症を負ってしまったため救急搬送された。
魔術大会後にマリーが誘拐されたとロイドから聞いた（後にロイドの勘違いと判明）際は共に救出に向かい、海に落ちた人物を「見捨てるわけにはいかない」と駆け出す事をした（因みにコミカライズとアニメでは落ちた人物に違いがあり、コミカライズの方ではメナに「何もないと言いつつ、人を惹き付ける魅力はしっかりある」と言われている）
本人の故意では無いが、ロイドの手柄を全て自分の物にしてしまう傾向があり、軍のプッシュで新聞の一面をかなり飾っている。
報酬つきのモンスター討伐の際、ドラゴン相手に時間稼ぎとして自分を叱咤する為、かかってこいと雄叫びを上げた瞬間（ミコナがロイドを倒す為のパワーアップにトレントでその場のドラゴン達のエネルギーを奪った為）ドラゴンが全て昏倒、気合い（威嚇）だけでドラゴンを倒したのだと勘違いされてしまった（因みにアニメでは雄叫びを上げた事でダンジョンが崩壊し始めたと言う勘違いをされた）。
そのため、誤解だし何もしていないから報酬は要らないと断ったのだが、それを『軍人として当然の行為だから報酬はいらない』と判断されてしまい、ドラゴンを倒せていないのに「ドラゴンスレイヤー」の称号を得る事となった。
メナ・キノン
声 - 戸松遥
キノン傭兵姉妹の姉。妹に比べると小柄で目が細く、おしゃべりな性格。妹程では無いが食欲旺盛でかなりの大食い。アザミ王国で開かれることになった学生魔術大会に際し、ロクジョウ魔術学園の臨時講師として理事長のロール、妹のフィロと共にアザミ王国へやってきた。当初はロールの命令でリホの行方を追っていたが、後にロールの手によりロクジョウ魔術学園の生徒身分となり、魔術大会に出場することになる。
彼女自身は水魔法を得意とした純粋な魔法使いということもあり、大会では相手の頭部を水の球で覆い呼吸を封じる「ウォーターボール」で他の参加者を圧倒。試合を観戦していたコリンからも「世界大会でもイイ線いくレベル」と評されていた。そして続く決勝戦のアザミvsロクジョウでは次鋒としてロイドと対戦。開始早々から必殺の「ウォーターボール」を決めて余裕を見せるも、ロイドの無呼吸で1時間も泳げる常識外の肺活量の前には通用せず、作戦を変えて上級魔法でロイドを倒そうとするが、彼の風魔法「エアりょ（噛んだ）」で展開していた防御魔法ごと場外の壁に叩きつけられて敗退した。ちなみにこの試合結果は「必殺魔法を破られて焦ったメナが魔力コントロールをミスって自爆した」とロイドの実力を知らない観客からは受け取られている。
フィロ・キノン
声 - 伊藤美来
キノン傭兵姉妹の妹。ピリド流武術を遣う格闘家。姉に比べてスラリと背が高くバスト89センチの巨乳でスタイル抜群だが、マイペース且つ無表情で口数も少ない。食欲旺盛で非常に大食いでありコンロン村のモンスターを材料にした料理も平然と口にしていた。
姉のメナとともに学生魔術大会編にて登場。同じく臨時講師としてアザミ王国を訪れ、のちに生徒として魔術大会に出場している。しかし本人は魔法が得意ではないので、大会では握り込んだ魔石を直接相手に叩きつけるという自爆同然の戦い方で無理やり勝ち抜いていた。
格闘家としての実力はかなり高く、コンロン村の住人以外でロイドに手傷を負わせた数少ない人物。とはいえ端から見ればノーダメージにしか見えず、あげくに自身の渾身の踵落としをロイドが「ハエを追い払おうとしてくれたんですね!」と明るく勘違いされたことに衝撃と感銘を受け、ロイドに弟子入りを志願する。
メルトファン・デキストロ
声 - 日野聡
アザミ王国軍の男性将校。階級は大佐。士官学校の教官も兼ねる。
生真面目で堅物な性格で、軍の中でも有望な人材発掘にとくに精力的。今回の士官学校試験では各地の有力者をスカウトしてまわり、中には犯罪歴の抹消という交換条件を提示したものまである。試験会場に姿を表したロイドの実力を一瞬で見抜き、強力な戦力にと期待していたが、結果不合格になってしまったことにキャラが崩壊するほど動揺していた。
「この国の平和のために」が口癖だが、それがイナゴモンスターを操る影の首謀者の口癖と一致していた為、黒幕と判明。
しかし彼もまた王に取り憑いたアバドンに利用されており、最終的にロイドに助けられる事となる。
事件後は左遷し、価値観崩壊のためコンロン村で麦畑の栽培に勤しんでいる。最初はコンロン村に困惑していたものの、そこで過去に自分の故郷を襲った飢饉を救ったのがコンロン村の麦だったと知るとともにに、農業の素晴らしさに目覚めて精力的に働くようになり、農作業時の姿であるフンドシ一丁の姿が本気の姿となってしまった。
コリン・ストラーゼ
声 - M・A・O
アザミ王国軍の女性将校。階級は大佐。士官学校の魔術教官も兼ねる。
明るくノリのいい関西弁の女性。王国きっての回復魔法のエキスパートだが、全体的に魔法への関心が薄いアザミ王国のことを憂いている。学生時代はロクジョウ魔術学園に在籍しており、現理事長のロールとは同級生にあたる。ただし仲は悪い。入試の筆記試験を担当。ロイドが書いていたものがルーン文字だと見抜き驚愕する。
メルトファンに密かな恋心を抱いていたが本人には気付かれず、クロムに指摘された際は蹴りを入れた（因みにコミカライズとアニメでは蹴る場所が異なっている）。
クロム・モリブデン
声 - 武虎
元アザミ王国王女付き近衛兵長の男性。
王やその周辺の変貌に不穏な空気を察し、王女のマリーを見失ったことによる責任を取る名目で近衛兵長を辞職し、現在は士官学校学生食堂の店主として働きながらマリーを探していた。メルトファン曰く「量が多くて安くて味が微妙」とのことで、料理の腕はあまり良くなく、店内も薄汚くて床が油でヌルヌルしており、開店休業状態だった。入試に落ちて求職してきたロイドをバイトで雇う（ロイドの実力を見抜いて危険人物と勘違いし監視という名目で）。ロイドのおかげで食堂はきれいになり味も向上したため学生で賑わうほど繁盛している。
魔王アバドンを倒した後、士官学校の教官を兼任する。
アザミ王
声 - 石原凡
王女マリア（魔女マリー）の父親。魔王アバドンに憑依されるが、ロイドに救われる。
性格は非常にひょうきんで軽薄だが、良く言えば身分に囚われず分け隔てなく接する人物で、ソウの取引にも応じないなど平和を愛する心も持つ。
ミコナ・ゾル
声 - 藤原夏海
2年生筆頭の女性。
「神速のミコナ」と呼ばれている。同性愛者であり、マリーを王女とは知らず恋心を抱いている為、ロイドを敵視している。
その嫉妬心を利用される形でソウからトレントとアバドンの力を得る2つの薬を受け取って両方を飲み、魔物の力を持つ怪人となる（身体能力が強化されるほか、トレントによる触手攻撃とアバドンの飛行能力を得た）。

#### その他
コバ・ミラン
声 - 樫井笙人
ホテル・レイヨウカクのオーナー&支配人で、元近衛兵長。クロム・モリブデンの軍時代の先輩。ロイドにホテルでの調査を依頼した。
キキョウ
声 - 山崎はるか
ホテル・レイヨウカクの女性従業員。ロクジョウ魔術学園出身で何でも屋を自称。リドカイン家に雇われてトレントに寄生された人物を捜している。
スレオニン・トイン・リドカイン
声 - 乃村健次
地方貴族リドカイン家当主。アランの父親。元は林業で財を成した。アランのお見合いとトレント違法栽培調査のため、ホテル・レイヨウカクに滞在。
ミノキ
声 - 上田燿司
リドカイン家の秘書。名前はアニメで設定された。

### コンロン村
大陸最果ての地にある村。伝説の英雄の子孫たちが住む。村外の人からは人外魔境と呼ばれており、架空のおとぎ話の村と認識されている場合もある。村では魚と言えばキラーピラニア、木はトレントを指す。村民はそれらと対等に対応できるほど身体能力が高く、骨折は1時間で治し、王都までは走って2日（汽車で6日かかる距離）で着くのが普通。各形態の魔法の扱いにも長けており、魔法の一形態である古代ルーン文字も日常的に扱える。情報が伝達しにくい辺境の地であるため、村外の状況に疎い。
ピリド
声 - 青山穣
コンロン村に住む武道家。ピリド流の開祖。祖父代わりとしてロイドを育てる。
ショウマ
声 - 斉藤壮馬
コンロン村出身の行商人・情報屋。ホテル・レイヨウカクに滞在。リドカイン家の代理と称して、ヘムアエン家にトレント製木材を販売した。
今の世界そのものに退屈しきっており、ロイドの軍人になるという夢を後押ししてそれを観察することを楽しみとしており、その為に目的が合致するソウと結託した。
ヴリトラ
声 - 小西克幸
コンロンの守護獣である大蛇。
村長であるアルカにエプロンにするからとエクスカリバーで寝ている間に皮を剥がされた事にキレて家出。
あるダンジョンで再会したが、アルカの弱体化を狙った人物に身体を消滅させられる。
しかし奇跡的にベルトになった皮（エプロンにしようとしたがアルカがパスタに混ぜて切ってしまい、知らずに煮込んだら呪われてしまったので金具着けてベルトとして売った。それが巡りめぐってセレンの元へ行った）がダンジョンに持ち込まれていた（装備していたセレンがダンジョンにいた）為、それに憑依する事で難を逃れた。
ベルトの持ち主であるセレンを「我が主」としているが、彼女のロイド語りにドン引きしている模様。

### ロクジョウ王国
大陸西部にある王国。魔術学園がある。
ロール・カルシフェ
声 - 進藤尚美
ロクジョウ魔術学園の理事長。リホと同じ孤児院出身で20代半ばの黒髪の女性。学生魔術大会出席のため、アザミ王国を訪問。
孤児院にいた時は「神童」と持て囃されて、魔術学園へ入学するもそこでは自分以上の天才ばかりで自尊心が砕かれ、次第にあらゆる卑怯な手を使って成り上がっていった。

### 魔王
魔王アバドン
声 - 石原凡
原作1巻における黒幕。巨大なイナゴ型のモンスターを使役する魔王。アザミ国王に憑依し、メルトファンを操り国を支配しようとしていた。普段は国王の姿だが正体を現すと不気味な昆虫の容貌となる。その事実を知ったロイドの仲間たちを一方的に蹂躙するが、戦場に駆けつけたロイドから「国王の顔色が悪い」と勘違いされ、ルーンの効果が掛かったハンカチで顔を拭われたことで浄化され消滅した。
1巻の時点では最強の敵であったが、魔王の中でも下位の存在に当たる。

### その他の登場人物
ソウ
声 - 土師孝也
ショウマを陰で操っている黒幕。
何故か人によって特徴が異なっており、会った市民は『お金持ち』『運送業』『旅行客』年も三十代後半から七十代越えていたと証言はバラバラ（例　ミコナ→神父様　アラン→一般人　リホ→救護に来た軍人　セレン→役所のおじさん　フィロ→コックのお兄さん　ロイド→多分悪い人）。
彼自身も「私が『何』に見えるかね？」と問いかけ、出会った常人にミスリルの指輪やトレントの薬、アバドンの錠剤を与え消滅させる等の悪事を働く（因みに消滅した人物は行方不明者扱いされ、近くにダンジョンがあることから『モンスターが人に化けてさらっていってダンジョンで食ってる』と話題になっている）。
ミコナにトレントとアバドンの力を与えた張本人。
アルカを弱体化させ殺す為、コンロンの守護獣ヴリトラを跡形もなく消滅させようと画策したが、欠片（セレンのベルトになった皮）が唯一残っていた為失敗に終わる。
その正体は、太古にアルカが魔王を倒すべく英雄の因子やルーン文字を組み合わせて生み出された人造の英雄「ルーン文字人間」であり、一種の人造人間と言える。役目を果たして魔王を倒した後は消滅するはずであったが、消滅することが出来ずにそのまま悠久の時を生きており、「私が『何』に見えるかね？」は自身が英雄として知られていた事実が風化してしまったことを実感するためのもの。目的は自身を生み出したアルカの抹殺と共に消えることが出来なかった自身の消滅であり、そのためわざと悪事を働いて自分を倒してくれるような英雄が出現するのを期待し、ロイドに着目するに至った。
ショウマに指示を与えていた存在ではあるが、ショウマは退屈な世界の暇つぶしためとしてロイドを英雄にするのが目的のため、実質的にソウとショウマは同志に当たる。
レナ・ユーグ
声 - 三瓶由布子
ドワーフの王。アルカとは古馴染で、アルカ同様に子供の姿だが、実年齢は遥かに上で、百歳近くを自称している。常にチュッパチャップスのような棒付きキャンディを舐めている。
ヴリトラの肉体の復活の為に呼ばれ、協力的な姿勢を装っていたが、実はラストダンジョンに封印された魔王たちを解き放つことで世界を滅ぼし作り直すことを画策しており、利害一致からソウたちと結託して頭脳面で協力していた。もっとも、ソウとショウマはロイドが英雄として成長する事が望みの為に根本の部分は噛みあっていない。

## 既刊一覧

### 小説
- サトウとシオ（著）・和狸ナオ（イラスト） 『たとえばラストダンジョン前の村の少年が序盤の街で暮らすような物語』 SBクリエイティブ〈GA文庫〉、全15巻
  1. 2017年2月28日初版第一刷発行（2月15日発売[13]）、ISBN 978-4-7973-9029-2
  2. 2017年6月30日初版第一刷発行（6月15日発売[14]）、ISBN 978-4-7973-9266-1
  3. 2017年9月30日初版第一刷発行（9月15日発売[15]）、ISBN 978-4-7973-9385-9
  4. 2018年2月28日初版第一刷発行（2月15日発売[16]）、ISBN 978-4-7973-9553-2
  5. 2018年7月31日初版第一刷発行（7月14日発売[17]）、ISBN 978-4-7973-9752-9
  6. 2019年1月31日初版第一刷発行（1月15日発売[18]）、ISBN 978-4-7973-9933-2
  7. 2019年7月31日初版第一刷発行（7月12日発売[19]）、ISBN 978-4-8156-0016-7
  8. 2019年11月30日初版第一刷発行（11月14日発売[20]）、ISBN 978-4-8156-0468-4
  9. 2020年4月30日初版第一刷発行（4月14日発売[21][22]）、ISBN 978-4-8156-0510-0 / ISBN 978-4-8156-0509-4（ドラマCD付き特装版）
  10. 2020年9月30日初版第一刷発行（9月11日発売[23]）、ISBN 978-4-8156-0777-7
  11. 2021年1月31日初版第一刷発行（1月14日発売[24]）、ISBN 978-4-8156-0924-5
  12. 2021年3月31日初版第一刷発行（3月12日発売[25]）、ISBN 978-4-8156-0960-3
  13. 2021年9月30日初版第一刷発行（9月14日発売[26]）、ISBN 978-4-8156-0990-0
  14. 2022年3月31日初版第一刷発行（3月12日発売[27]）、ISBN 978-4-8156-1244-3
  15. 2022年7月31日初版第一刷発行（7月14日発売[28]）、ISBN 978-4-8156-1245-0

### 漫画
- 臥待始（作画）・サトウとシオ（原作）・和狸ナオ（キャラクター原案） 『たとえばラストダンジョン前の村の少年が序盤の街で暮らすような物語』 スクウェア・エニックス〈ガンガンコミックスONLINE〉、全12巻
  1. 2018年2月13日初版発行（同日発売[29]）、ISBN 978-4-7575-5620-1
  2. 2018年7月12日初版発行（同日発売[30]）、ISBN 978-4-7575-5778-9
  3. 2019年2月22日初版発行（同日発売[31]）、ISBN 978-4-7575-6002-4
  4. 2019年9月12日初版発行（同日発売[32]）、ISBN 978-4-7575-6290-5
  5. 2020年4月11日初版発行（同日発売[33]）、ISBN 978-4-7575-6554-8
  6. 2020年9月12日初版発行（同日発売[34]）、ISBN 978-4-7575-6842-6
  7. 2020年12月11日初版発行（同日発売[35]）、ISBN 978-4-7575-7003-0
  8. 2021年3月12日初版発行（同日発売[36]）、ISBN 978-4-7575-7152-5
  9. 2021年9月10日初版発行（同日発売[37]）、ISBN 978-4-7575-7471-7
  10. 2022年4月12日初版発行（同日発売[38]）、ISBN 978-4-7575-7880-7
  11. 2022年11月11日初版発行（同日発売[39]）、ISBN 978-4-7575-8253-8
  12. 2023年10月12日発売[40]、ISBN 978-4-7575-8850-9
- サトウとシオ（原作）・和狸ナオ（キャラクター原案）・草中（作画） 『たとえばラストダンジョン前の村の少年が序盤の街の食堂で働く日常物語』 スクウェア・エニックス〈ガンガンコミックスONLINE〉、全4巻
  1. 2020年12月11日発売[41]、ISBN 978-4-7575-7002-3
  2. 2021年3月12日発売[42]、ISBN 978-4-7575-7151-8
  3. 2021年9月10日発売[43]、ISBN 978-4-7575-7472-4
  4. 2022年4月12日発売[44]、ISBN 978-4-7575-7881-4

## テレビアニメ
2019年10月に放送された『ガンガンGAちゃんねるスペシャル「GA FES 2019」メディアミックス大発表会！生放送』にてテレビアニメ化が発表され、2021年1月から3月までAT-Xほかにて放送された。ABEMAでは、特番配信の他、オーディオコメンタリーの配信も行っている。

### スタッフ
- 原作 - サトウとシオ[9][10]
- キャラクター原案 - 和狸ナオ[9][10]
- 監督 - migmi[9][10]
- シリーズ構成 - 赤尾でこ[9][10]
- キャラクターデザイン - 飯野まこと[9][10]
- 総作画監督 - 奥野倫史[12]、吉田伊久雄[12]
- モンスターデザイン - 小田裕康[12]
- プロップデザイン - 大山裕之[12]、津吹賢[12]
- 美術設定 - 佐南友理[12]
- 美術監督 - 三宅昌和[10]
- 色彩設計 - 相田美里[10]
- 撮影監督 - 高津純平[10]
- 編集 - 榎田美咲[10]
- 音響監督 - 明田川仁[10]
- 音楽 - 未知瑠[10]
- 音楽プロデューサー - 西村潤[12]
- 音楽制作 - NBCユニバーサル・エンターテイメント
- プロデューサー - 秋田規行[12]、成田明浩[12]、鈴木寿広[12]、大和田智之[12]、川北健[12]、池内矩史[12]、安藤直子[12]
- プロデュース - 小倉充俊[12]、宮崎誠司[12]、グッドスマイルフィルム[12]
- アニメーションプロデューサー - 大山裕一[12]
- アニメーション制作 - ライデンフィルム[9][10]
- 製作 - ラスダン製作委員会（NBCユニバーサル・エンターテイメント、SBクリエイティブ、グリー、ジェイアール東日本企画、BS11、サミー、エー・ティー・エックス、タピオカ）

### 主題歌
「たとえばそれは勇気の魔法」
山崎はるかによるオープニングテーマ。作詞はKOTOKO、作曲は折戸伸治、編曲は高瀬一矢。
「I'mpossible?」
Luce Twinkle Wink☆によるエンディングテーマ。作詞はSoflan Daichi、作曲・編曲は園田健太郎。

### 各話リスト
| 話数   | サブタイトル                                                                                             | 脚本     | 絵コンテ   | 演出            | 作画監督 | 初放送日      |
| ------ | --- | -------- | ---------- | --------------- | --- | ------------- |
| 第1話  | たとえばラストダンジョン前の村の少年が序盤の街で暮らすような物語                                         | 赤尾でこ | migmi      | 徐恵眞          | 和田佳純 佐藤愛架 阿部安佳里 嶋田聡史 宇良今日子 西道拓哉 | 2021年 1月4日 |
| 第2話  | たとえば百獣の王が動物園のふれあいコーナーに寝転がるような場違い感                                       | 赤尾でこ | 室谷靖     | 室谷靖          | 古谷梨絵 児玉健二 嶋田聡史 黒鳥剣 阿部安佳里 佐藤愛架 和田佳純 鈴木彩子 鎌田均 奥野倫史 古林杏子 伊藤大翼 内藤伊之介 岡田正和 鵜池一馬 古賀五十六 山村俊了 門智昭 富田林 西道拓哉 WONWOO Son gil young Oh yang hyun Kim dae jung Park mi hyun | 1月11日       |
| 第3話  | たとえば「なんでもします！」と言われりゃ悪い気はしないけどそこはダメって言わなきゃいけないようなジレンマ | 赤尾でこ | 久城りおん | 板庇迪          | 池田志乃 佐野陽子 鈴木彩子 門原菜子 嶋田聡史 黒鳥剣 鳥山冬美 | 1月18日       |
| 第4話  | たとえば小説の主人公が物語を大団円に導いたような朝                                                       | 赤尾でこ | 青柳隆平   | 板庇迪 藤井康晶 | 黒鳥剣 池田志乃 阿部弘樹 阿部安佳里 石山寛 高橋英宣 佐藤愛架 門原菜子 南伸一郎 鎌田均 西道拓哉 | 1月25日       |
| 第5話  | たとえば雑誌に載っていたモテる口説き文句を真に受けてしまったような大胆な誘いっぷり                       | 冨田頼子 | 青柳隆平   | 山﨑立士        | 阿部安佳里 佐藤愛架 太田宣貴 鎌田均 鈴木彩子 星野真澄 西道拓哉 UEC Co.Ltd | 2月1日        |
| 第6話  | たとえば絶対勝つだろうってやつが勝って、絶対負けるだろうってやつも勝つような交流試合の開始               | 冨田頼子 | 松園公     | 三宅綱太郎      | 吉田伊久雄 嶋田聡史 石山寛 加野晃 佐藤元 南伸一郎 WONWOO Son gil young Oh yang hyun Kim dae jung Park mi hyun UEC Co.Ltd | 2月8日        |
| 第7話  | たとえば不安がないわけではなかったがやっぱり尻拭いをするのは自分になりそうな予感                         | 佐藤裕   | 井出安軌   | 徐恵眞          | Kim Eun-sun Song Jin-hee Hong Yu-mi | 2月15日       |
| 第8話  | たとえば演技でも恋人のふりをしていたら本気になっちゃうこともありますわよねっ！な状況                     | 佐藤裕   | 室谷靖     | 室谷靖          | 和田佳純 嶋田聡史 佐野陽子 加野晃 古谷梨絵 児玉健児 KIM YONG-SIK | 2月22日       |
| 第9話  | たとえば序盤のダンジョンに出かけて行ったらラスボスが3人いたような展開                                    | 冨田頼子 | 青柳隆平   | 藤井康晶        | 後藤麻梨子 池田志乃 シノハラヨウコ 佐野陽子 鈴木彩子 WONWOO | 3月1日        |
| 第10話 | たとえば「ネバーランドに一泊二日してくる」並みにありえない伝説の村への帰郷                               | 冨田頼子 | 山﨑立士   | 山﨑立士        | 嶋田聡史 和田佳純 Hwang Il-jin Song Jin-hee Seo Soon-young Kim Bo-gyeong Lee Min-bae Kim Min-sun Kim Yo-Seon | 3月8日        |
| 第11話 | たとえば映画の中盤のように悪役がチラチラするクライマックス一歩手前                                       | 佐藤裕   | 横山和基   | 横山和基        | 佐藤元 ユキシズク シノハラヨウコ 佐野陽子 Lim.S.G Kim.J.W Seo.J.H | 3月15日       |
| 第12話 | たとえばラストダンジョン前の村の少年が序盤の街で暮らすとこんな風になるよねって展開                       | 赤尾でこ | migmi      | migmi           | 池田志乃 黒鳥剣 阿部弘樹 門原菜子 阿部安佳里 佐藤愛架 柑原豆真 吉田伊久雄 佐野陽子 中山和子 高橋英宣 嶋田聡史 西道拓哉 | 3月22日       |

### 放送局
| 放送期間                 | 放送時間                     | 放送局       | 対象地域 | 備考                                            |
| ------------------------ | ---------------------------- | ------------ | -------- | ----------------------------------------------- |
| 2021年1月4日 - 3月22日   | 月曜 22:00 - 22:30           | AT-X         | 日本全域 | 製作参加 / CS放送 / 字幕放送 / リピート放送あり |
|                          | 月曜 23:00 - 23:30           | TOKYO MX     | 東京都   |                                                 |
|                          |                              | BS11         | 日本全域 | 製作参加 / BS放送 / 『ANIME+』枠                |
|                          | 月曜 23:30 - 火曜 0:00       | サンテレビ   | 兵庫県   |                                                 |
| 2021年10月6日 - 12月22日 | 水曜 1:35 - 2:05（火曜深夜） | テレビ北海道 | 北海道   |                                                 |

| 配信開始日   | 配信時間                   | 配信サイト |
| ------------ | -------------------------- | --- |
| 2021年1月4日 | 月曜 23:00 - 23:30         | ABEMA |
| 2021年1月8日 | 金曜 0:00（木曜深夜） 更新 | dアニメストア Amazon Prime Video U-NEXT アニメ放題 GYAO! FOD バンダイチャンネル ふらっと動画 TELASA J:COMオンデマンド auスマートパスプレミアム milplus TSUTAYA TV ひかりTV HAPPY!動画 ムービーフルplus Hulu Google Play niconico ビデオマーケット あにてれ |

### BD
| 巻 | 発売日        | 収録話          | 規格品番  |
| -- | ------------- | --------------- | --------- |
| 1  | 2021年3月26日 | 第1話 - 第3話   | GNXA-2311 |
| 2  | 2021年4月28日 | 第4話 - 第6話   | GNXA-2312 |
| 3  | 2021年5月28日 | 第7話 - 第9話   | GNXA-2313 |
| 4  | 2021年6月30日 | 第10話 - 第12話 | GNXA-2314 |

### Webラジオ
ロイド役の花守ゆみりとマリー役の茅野愛衣によるWebラジオ『たとえばラストダンジョン前の村の少年が序盤のラジオで話すような物語』が、音泉にて2020年12月8日から2021年3月30日まで隔週火曜日に配信された。

## ゲーム
たとえばラストダンジョン前の村の少年が序盤の街で暮らすような物語 〜ドタバタ英雄譚〜
アンビションより配信されたスマートフォン用のオンラインゲーム。略称は「ラスドタ」。2022年10月31日サービス開始、2024年1月31日サービス終了。